# Caprasius von Agen

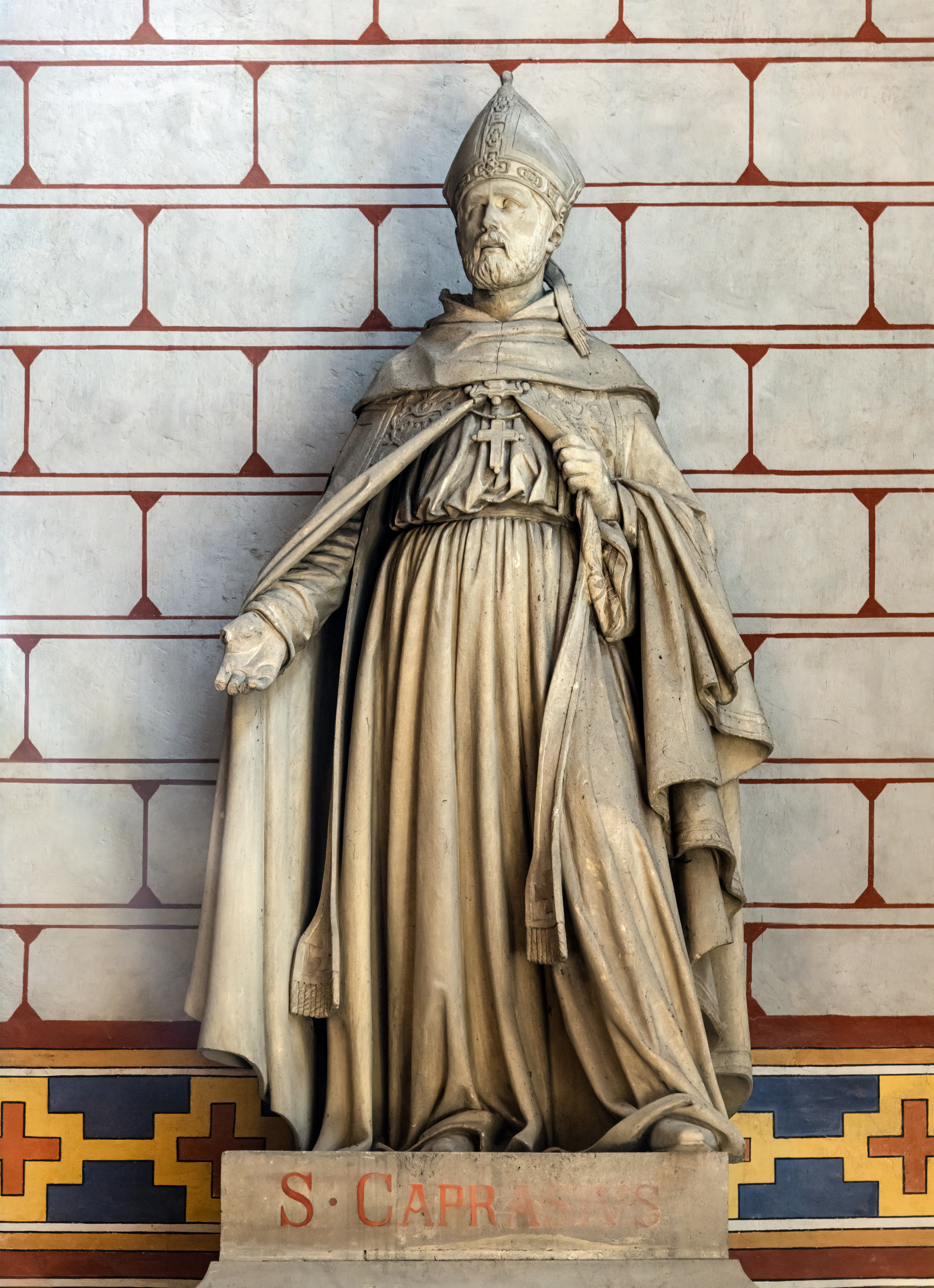
Statue von Caprais von Agen, in der Kathedrale von Agen.

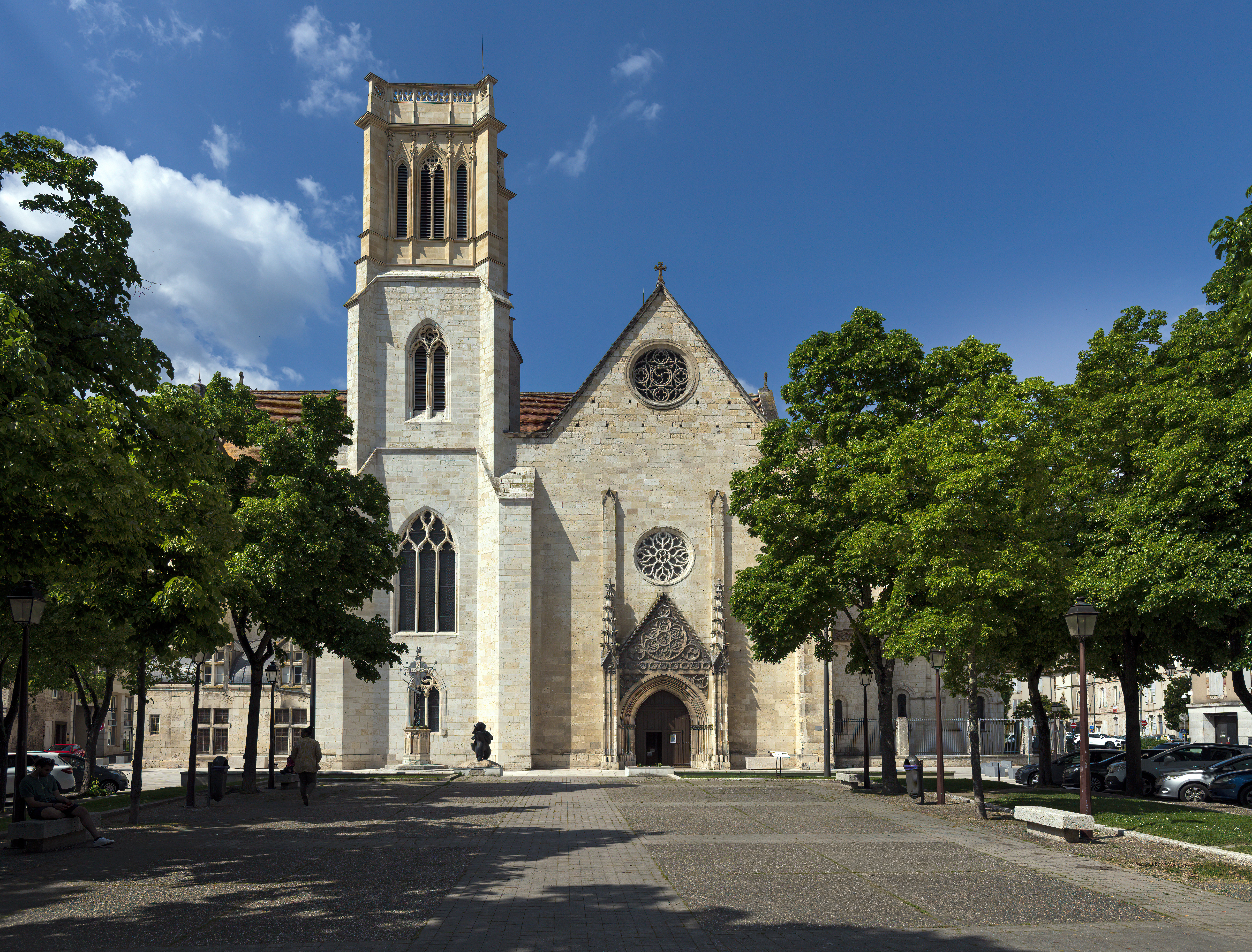
Kathedrale St Caprais von Agen

Caprasius von Agen (französisch St Caprais, spanisch San Caprasio; † 303 in Agen) war ein frühchristlicher Märtyrer, der vom Volk als Heiliger verehrt wurde. Einer späteren Legende zufolge soll er Bischof von Agen gewesen sein. Er wird im Martyrologium Romanum erwähnt; sein Gedenktag ist der 20. Oktober.

## Vita
Lebensdaten sowie biographische Details aus dem Leben von Caprasius sind unklar; der zeitliche Ursprung der sich um sein Martyrium rankenden Legenden liegt deutlich später als die zugrundeliegenden Ereignisse. Einziges Faktum ist die bereits für das 6. Jahrhundert nachgewiesene Weihe einer Kirche zu seinen Ehren.
Auf der Flucht vor den Christenverfolgungen des Präfekts Dacian soll Caprasius sich auf einem bewaldeten Hügel bei der südfranzösischen Stadt Agen versteckt haben. Von dort aus soll er das Martyrium der hl. Fides von Agen beobachtet haben, woraufhin er sein Versteck verlassen und sich öffentlich zu seinem Glauben bekannt habe. Daraufhin sei er zum Tod verurteilt worden und zusammen mit Fides’ Geschwistern Alberta, Primus und Felician enthauptet worden. 

## Verehrung
Dem hl. Caprasius sind mehrere Kirchen in Südfrankreich und im Norden Spaniens geweiht; die bedeutendsten sind die Kathedrale von Agen und die Kirche San Caprasio in Santa Cruz de la Serós. Auch tragen mehrere französische Orte den Namen Saint-Caprais.

## Darstellung

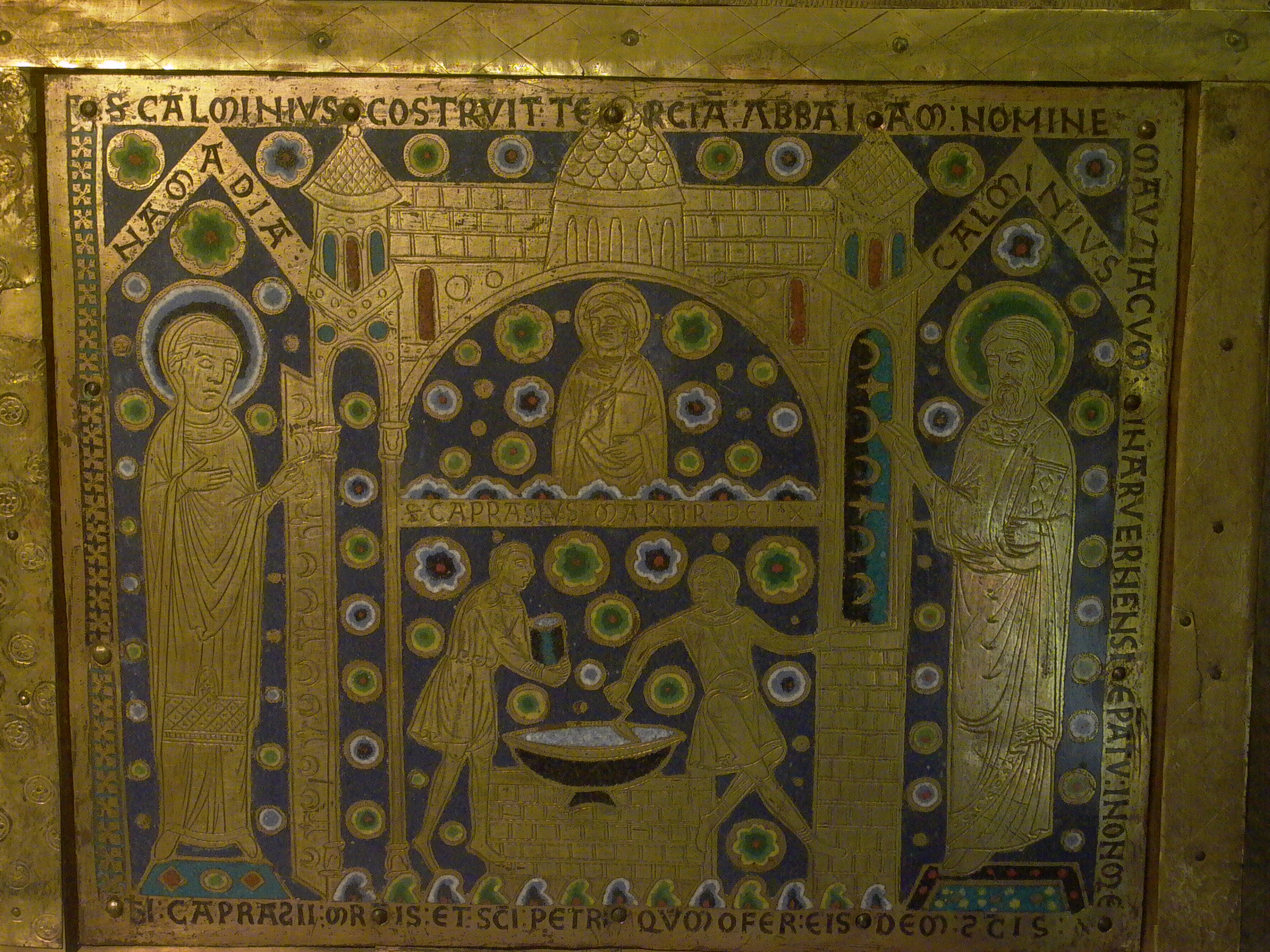
Limoges-Email-Schrein des 12. Jahrhunderts in der Abteikirche Mozac mit einer Darstellung von Caprasius

Zu den ältesten bekannten Darstellungen gehören zwei Kapitelle aus dem 12. Jahrhundert mit Darstellungen des Martyriums. Das ältere aus dem Anfang des 12. Jahrhunderts findet sich in der Kathedrale von Agen am nordöstlichen Vierungspfeiler und zeigt Dacian auf seinem Richterstuhl sitzend, vor sich den exekutierenden Soldaten mit Schwert und den enthaupteten Caprasius. Eine weitere Figur wird als die zum Himmel aufstehende Seele des Heiligen interpretiert. Das jüngere Kapitell, das dem Ende des 12. Jahrhunderts zugerechnet wird, ist im Chor der Pfarrkirche von Saint-Caprais-de-Lerm und zeigt ebenfalls das Martyrium in einer Gruppe bestehend aus einem Engel, Caprasius und Dacian.
Ebenfalls aus dem 12. Jahrhundert überliefert ist ein Limoges-Email-Schrein des 12. Jahrhunderts in der Abteikirche Mozac. Auf einer der Tafeln (siehe Abbildung) ist Caprasius in der oberen Mitte unterhalb des Bogens mit der Bildunterschrift „S CAPRASIVS MARTIR DEI X“ mit dem Oberkörper zu sehen, ein Buch mit beiden Händen haltend. Eingerahmt wird Caprasius von den Heiligen Namadie und Calmin, denen der Schrein gewidmet ist.
Eine weitere Darstellung von Caprasius als Zeuge des Martyriums von Fides auf dem glühenden Eisenrost findet sich in einer Glasmalerei aus Anfang des 13. Jahrhunderts in einem Obergadenfenster auf der Südseite des Langschiffs der Kathedrale von Chartres. Caprasius ist zu sehen neben zwei Folterknechten und Dacian oberhalb der gefolterten Fides.

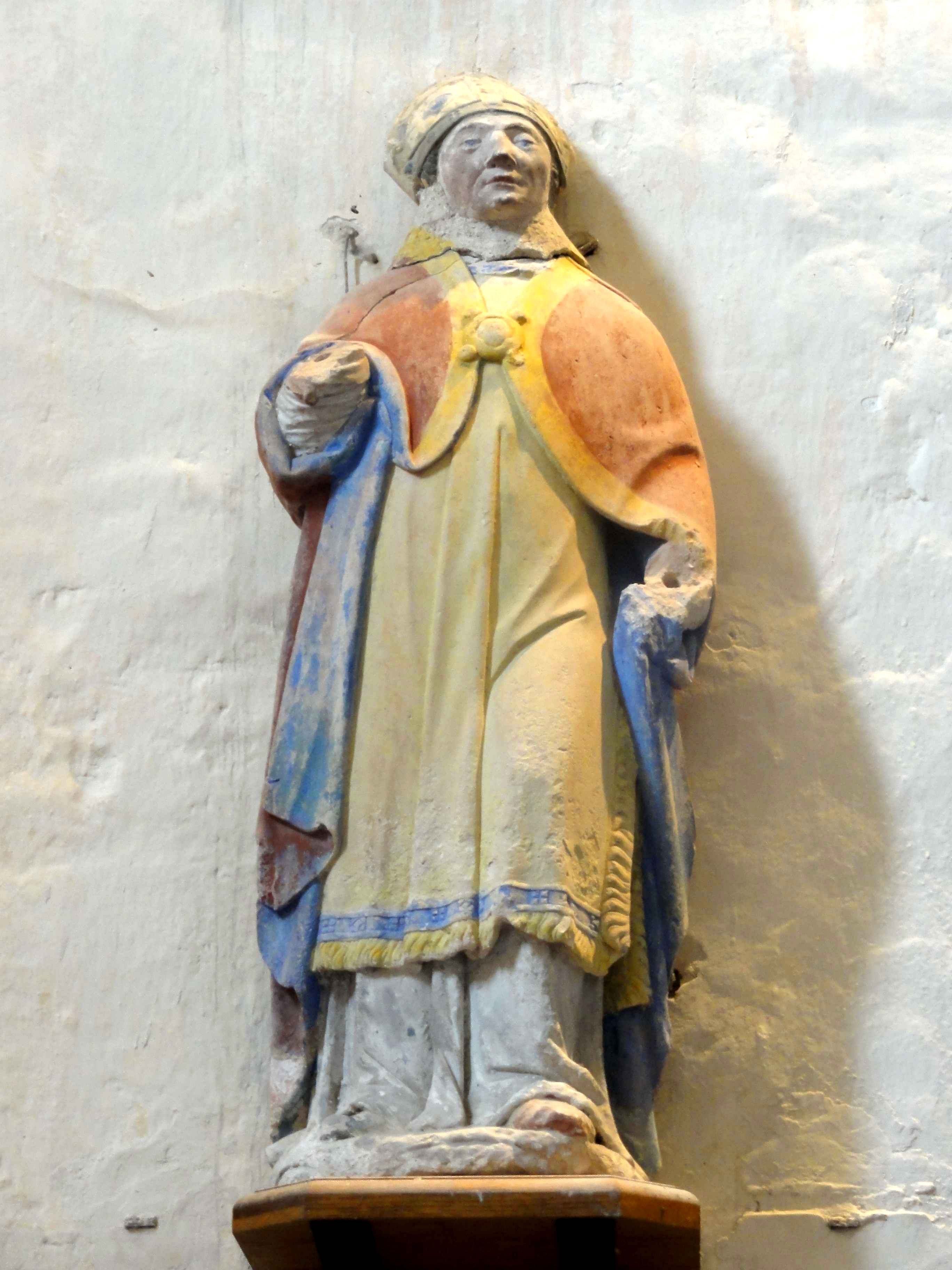
Statue von Caprasius als Bischof in der Pfarrkirche von Auger-Saint-Vincent, 16. Jahrhundert

Erst ab dem 14. Jahrhundert ist eine Nennung von Caprasius als erster Bischof von Agen nachweisbar. Entsprechend folgen Darstellungen von Caprasius als Bischof erst später. Ein Beispiel hierfür ist eine Statue aus dem 16. Jahrhundert in der Kirche in Auger-Saint-Vincent.